# Paul de Jongh
Paulus Johannes (Paul) de Jongh (Amsterdam, 17 januari 1869 – aldaar, 2 februari 1924) was een Nederlands architect.
Hij was zoon van winkelier Paulus de Jongh en Joanna Alida Greven. Hij trouwde  in 1897 te Breda met Henrietta Francisca Maria Hofman. Paul de Jongh zou ’s morgens op de dag van overlijden onwel geworden zijn. Hij werd vanuit De Duif begraven op Begraafplaats Sint Barbara Amsterdam. Hij overleed binnen drie maanden nadat hij de begrafenis van collega Karel de Bazel had bijgewoond.

## Levensloop
Hij was naast architect ook zeer actief in het verenigingsleven. Hij was aanvankelijk secretaris en vanaf 1913 voorzitter van architectuurgenootschap Architectura et Amicitia. In 1916 volgde Jan Gratama hem op als voorzitter. In 1908 was hij betrokken bij de oprichting van de Bond van Nederlandse Architecten. In 1910 richtte hij de Permanente Prijsvraagcommissie op en later was hij voorzitter van de schoonheidscommissie. Aan het eind van zijn leven was hij voorzitter, van de inmiddels gereorganiseerde Bond van Nederlandse Architecten. Jan Frederik Staal omschreef het in een In Memoriam als ‘een echt-Hollandsche, leuke, onvervaarde schipper, wien het recht door-zee-gaan geschreven was in de bouw en houding van zijn kop’.

## Werk
- Martelaren-van-Gorcumkerk (hulpkerk), Linnaeusparkweg, Amsterdam. 1902.
- St. Leonardus-school, Bessemerstraat, Amsterdam. 1904.
- Martelaren-van-Gorcumkerk, Linnaeusparkweg, Amsterdam [i.s.m. Alexander Kropholler]. 1918-1924.
- Sint Bernardusgesticht, Marnixstraat, Nieuwe Passeerdersstraat (gesloopt in de 21e eeuw)
- twee Rooms-Katholieke scholen in de Pieter de Hoochstraat 80 en G.A. Heinzestraat (toen nr. 9)

## Publicatie
- Paul J. de Jongh (22 september 1923) 'A.W. Weissman. †', Bouwkundig Weekblad, 44e jaargang, nummer 38, pp. 392-393. Zie scan TU Delft[dode link].